# 黃紋姬蜾嬴
黃紋姬蜾嬴（学名：Parancistrocerus samariensis）为胡蜂科姬蜾嬴屬下的一个种。